# Ultraleichtfluggelände Kerken

i7
i11
i13
Das Ultraleichtfluggelände Kerken liegt in der Gemeinde Kerken im Kreis Kleve in Nordrhein-Westfalen. Der Platzhalter und Betreiber ist der UL-Fliegerclub Kerken e. V.

## Lage
Das Ultraleichtfluggelände liegt etwa 5,5 km südöstlich von Kerken.

## Flugbetrieb
Das Ultraleichtfluggelände besitzt eine Betriebsgenehmigung für Ultraleichtflugzeuge. Es ist mit einer 270 m langen und 60 m breiten Start- und Landebahn aus Gras (Richtung 02/20) ausgestattet. Es dient der Durchführung von Flugbetrieb des Platzhalters mit Ultraleichtflugzeugen. Nicht am Platz ansässige Luftfahrzeuge benötigen eine vorherige Genehmigung des Platzhalters, um in Kerken starten und landen zu dürfen (PPR).

## Geschichte
Das Ultraleichtfluggelände Kerken wurde am 7. Juni 1999 genehmigt.